# 聖サワ大聖堂
座標: 北緯44度47分53秒 東経20度28分07秒 / 北緯44.798083度 東経20.46855度

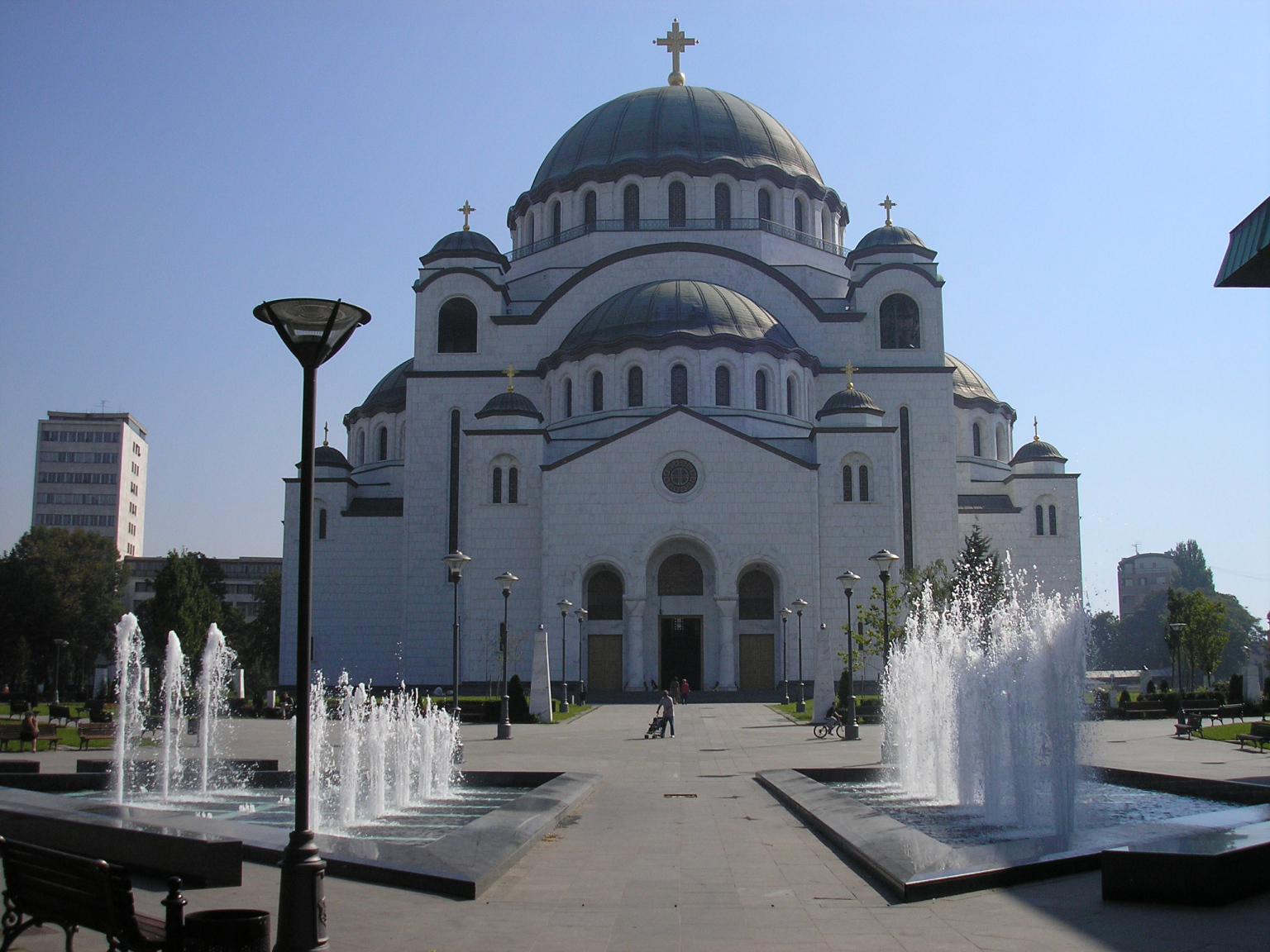
聖サワ大聖堂（セルビア正教会）

聖サワ大聖堂（せいサワだいせいどう、セルビア語: Храм светог Саве、聖サヴァ大聖堂とも）は、セルビアの首都ベオグラードにある、世界でも最大級の正教会の大聖堂である。

## 概要
大聖堂はセルビア正教会の創健者であり中世セルビアにおいて重要な人物である聖サワを記憶している。オスマン帝国のシナン・パシャ（Sinan Pasha）によって1595年に不朽体が焼かれた場所であると考えられているヴラチャル（Vračar）に建てられている。この場所からはベオグラードの景色が一望できる。おそらく首都でも最も記念碑的な建造物となっている。大聖堂の建築はもっぱら寄附に拠っている。総主教邸は近くにあり、総主教館となることが予定されている。
教会の視点においては、本大聖堂は主教座聖堂ではない（ベオグラード府主教座は聖ミハイル大聖堂）。セルビア人の間ではこの大聖堂はフラム（セルビア語: Храм）と呼ばれる。英語ではふつう、当聖堂の大きさと重要性から"cathedral"と呼ばれる。
平面はギリシャ十字に則っている。
1935年に建造が開始された当大聖堂は、戦争等による中断を経て、2020年11月現在もなお工事中である。鐘と窓は入れられ、ファサードも完成した。しかしながら内装および装飾はまだ大半が完了していない。

## ギャラリー

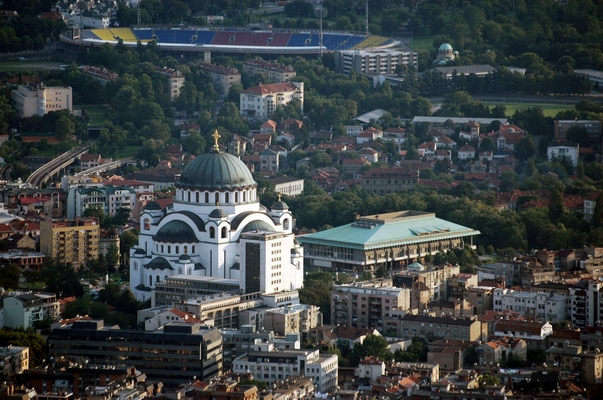
市街地にそびえる大聖堂
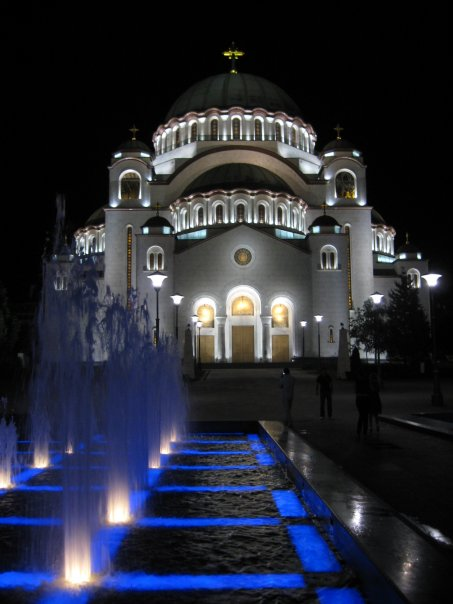
夜景
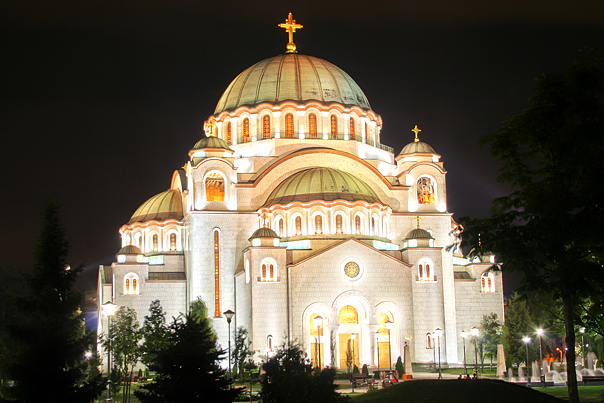
夜景
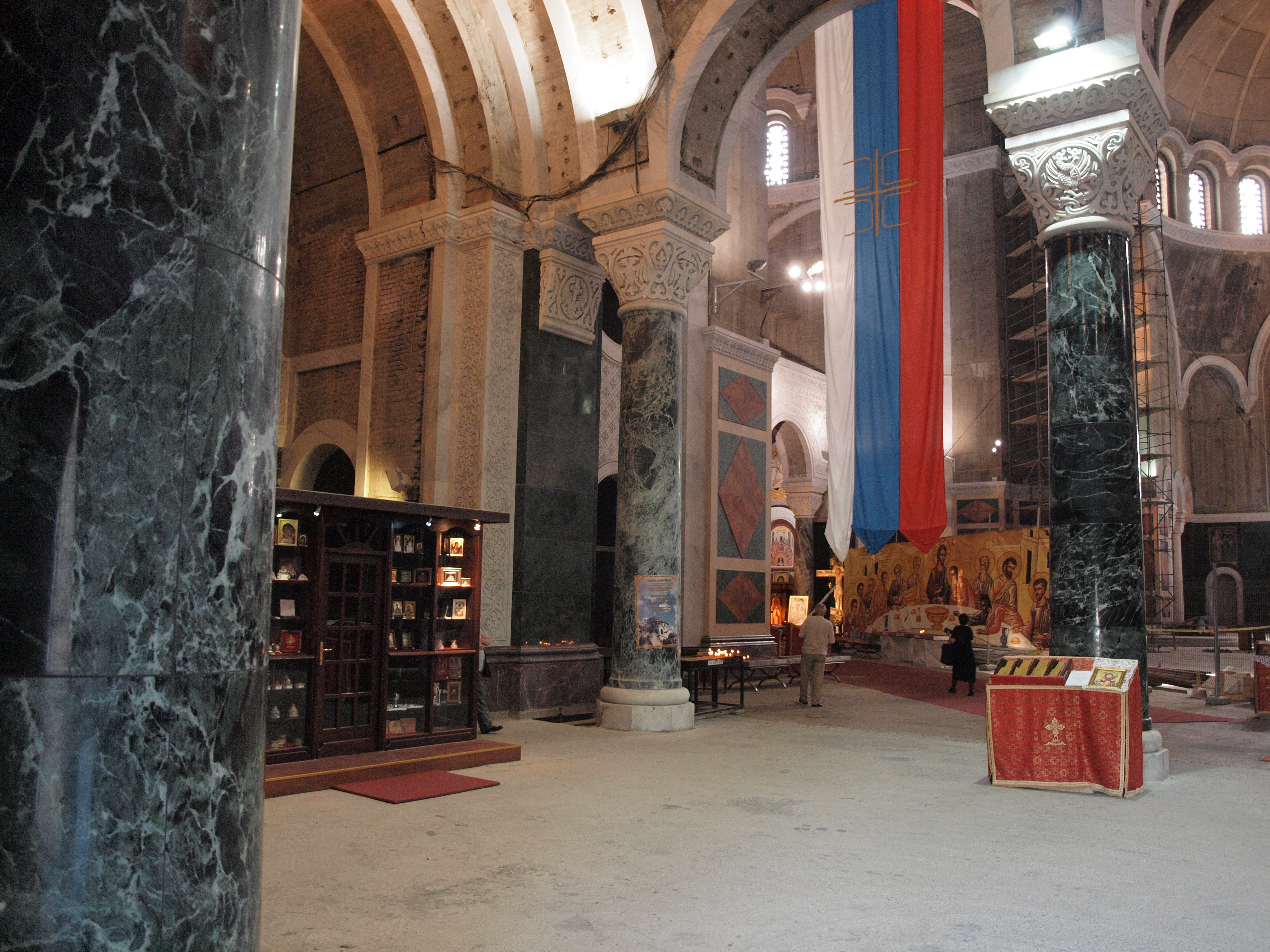
工事中の内部
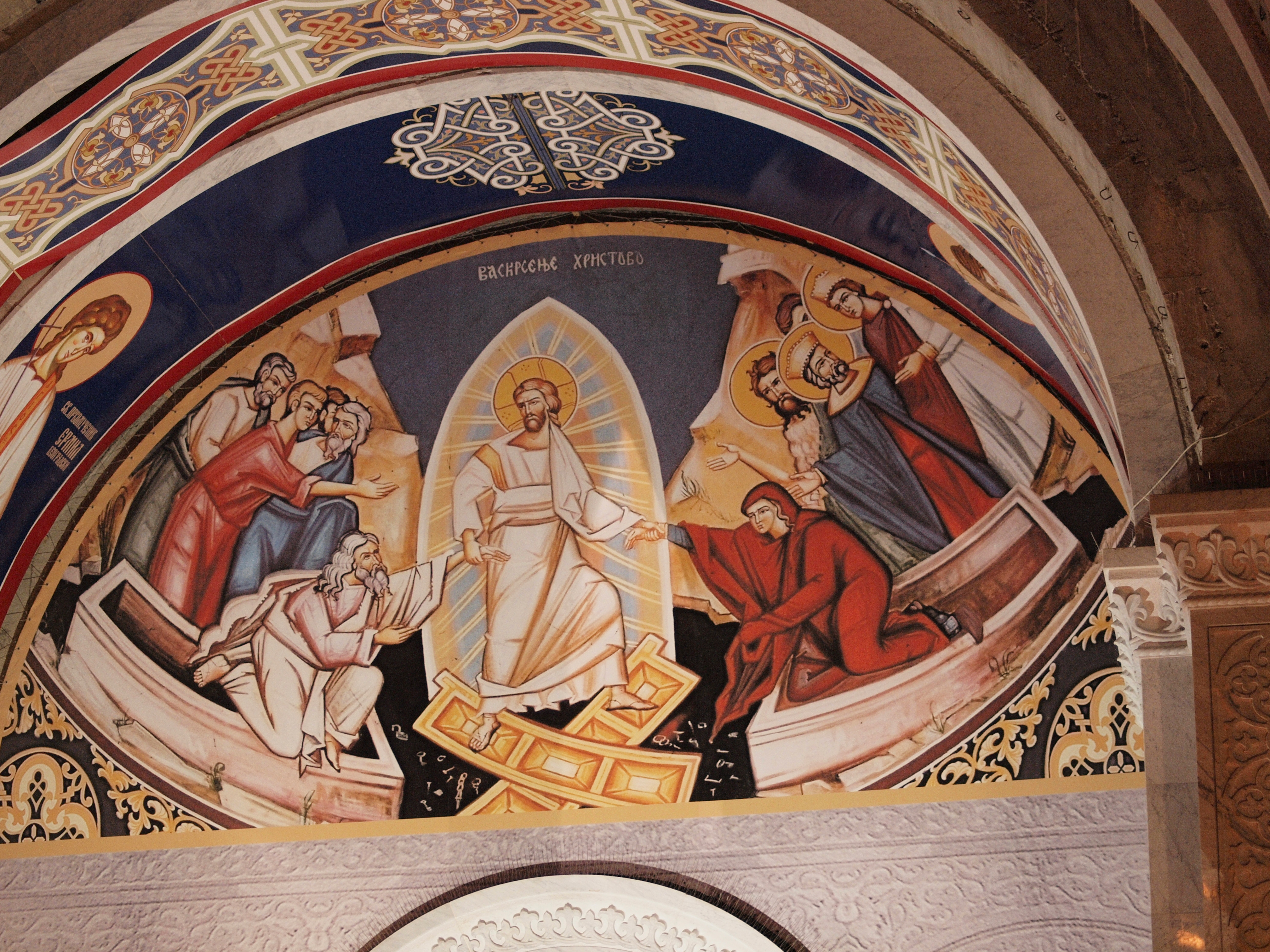
工事中の内部（内部のフレスコ画イコン『主の復活』）
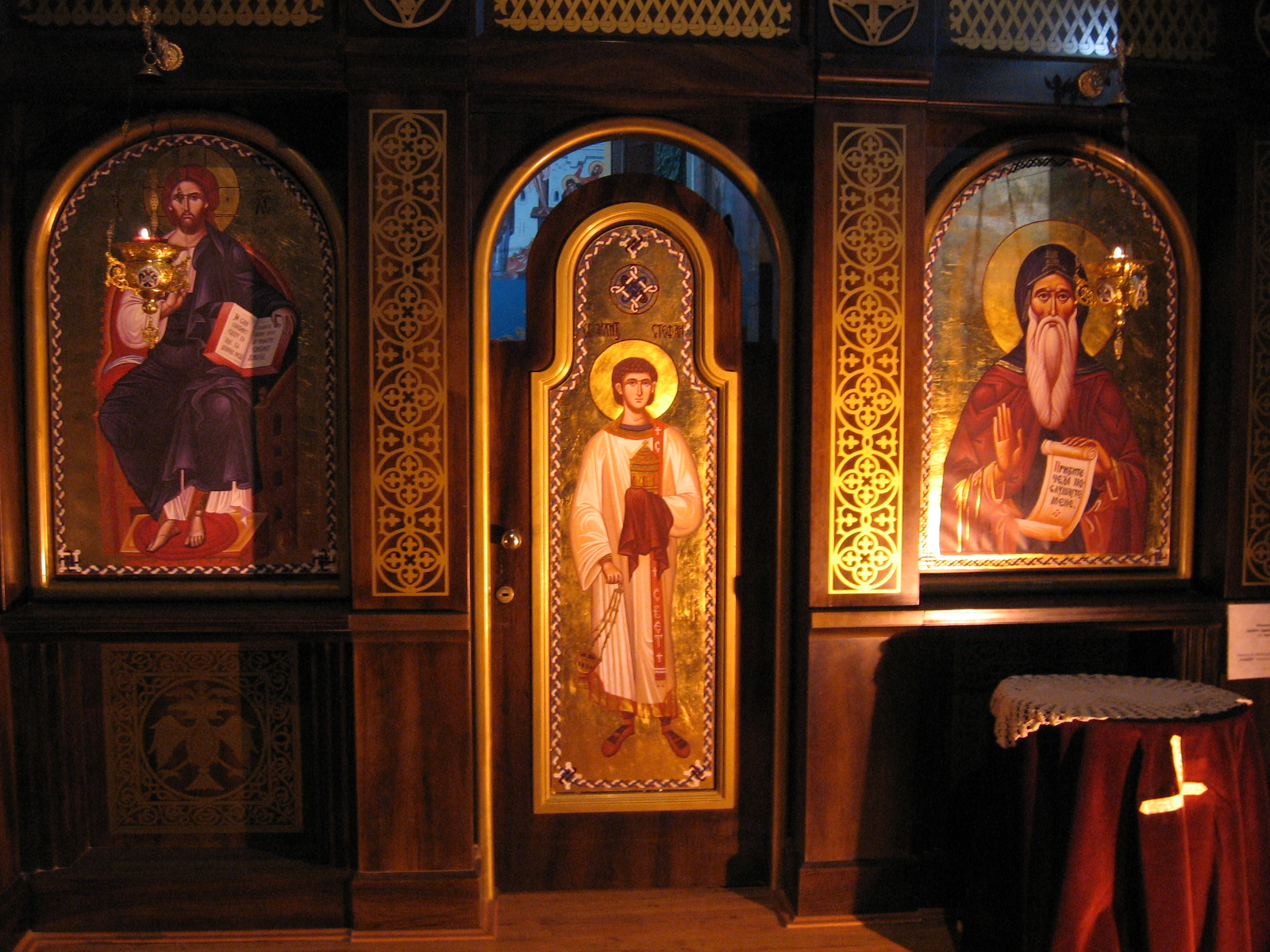
工事中の内部（内部の南側小聖堂にあるイコノスタシス、その南門）
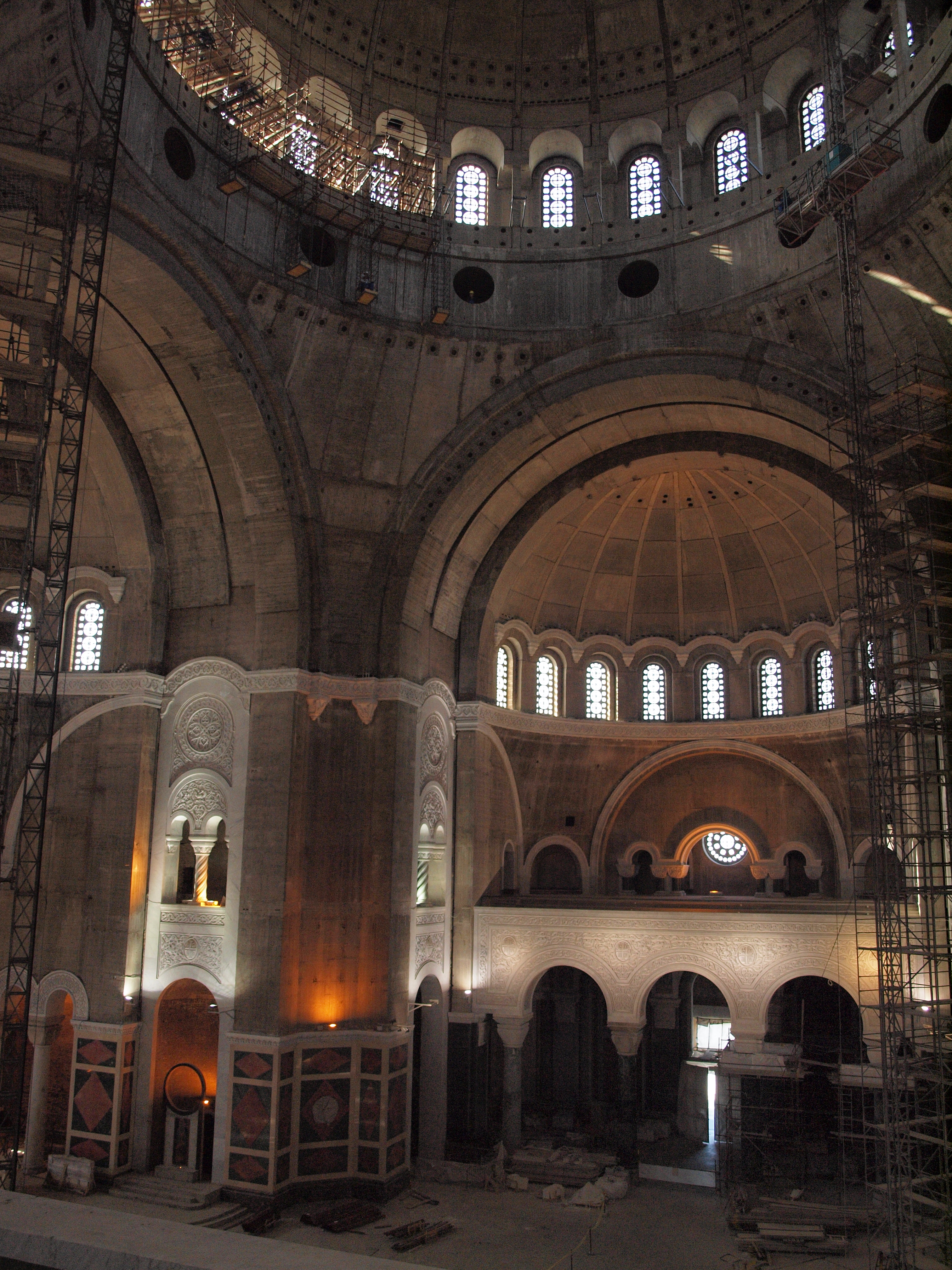
工事中の内部
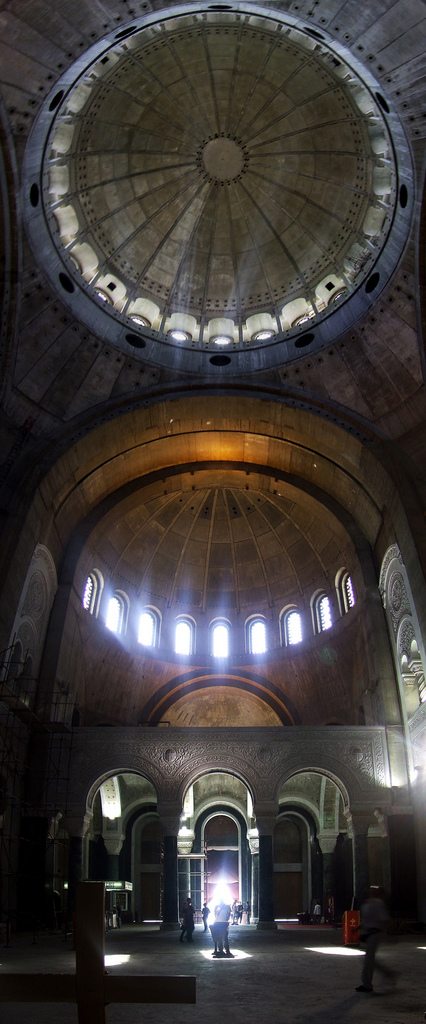
工事中の内部